# (When You Gonna) Give It Up to Me
Pour les articles homonymes, voir Give It to Me.
Singles de Sean Paul
Never Gonna Be the Same
(2006) Break It Off
(2006)
Pistes de Step Up, de l'album The Trinity et de l'album Just like You
Get Up Show Me The Money
(When You Gonna) Give It up to Me (aussi connue sous le titre Give It up to Me) est une chanson de reggae–dancehall écrite par Sean Paul pour son troisième album, The Trinity, sorti en 2005. Après la sortie du single Temperature était programmée celle du titre Breakout, mais il fut finalement choisi Give It up to Me pour accompagner la promotion du film Sexy Dance.
Il est le quatrième single extrait de l'album aux États-Unis et le sixième pour le Royaume-Uni. Dans un premier temps seulement commercialisé en Amérique du Nord alors que Never Gonna Be the Same était choisi pour le reste du monde en juillet 2006, mais il fut finalement aussi commercialisé à travers le monde en octobre 2006. La version sortie en single est une collaboration avec Keyshia Cole et est la version que l'on trouve sur l'album du film Sexy Dance. Malgré une réédition de l'album The Trinity juste avant la sortie du single, la version avec Keyshia Cole n'a pas été ajoutée, alors qu'une version radio du titre a été ajoutée.
Le single s'est classé au mieux à la 3e place du Billboard Hot 100 lors de sa sortie aux États-Unis durant l'été 2006. Il est donc devenu le sixième single de Sean Paul à se classer dans le Top 10 et le premier Top 10 pour Keyshia Cole.

## Formats et liste des pistes

### Single américain
CD
1. (When You Gonna) Give It up to Me (featuring Keyshia Cole) [Radio Version]
2. (When You Gonna) Give It up to Me [Instrumental]

### Single britannique
CD
1. (When You Gonna) Give It up to Me (featuring Keyshia Cole) [Radio Version]
2. Get Busy [Sessions at AOL]

Vinyl
1. (When You Gonna) Give It up to Me (featuring Keyshia Cole) [Radio Version]
2. (When You Gonna) Give It up to Me [Instrumental]
3. Like Glue [Video Mix]
4. Get Busy (featuring Fatman Scoop & Crooklyn Clan) [Clap Your Hands Now Remix - Street Club Long Version]

## Clip vidéo
Le clip a été tourné dans un club de gym, et est décrit par son réalisateur comme « fun et excitant ». Sean Paul et Keyshia Cole dansent tout au long de la vidéo, séparément et avec chacun leurs danseurs. Vers le milieu du clip, les trois personnages principaux du film Sexy Dance, Channing Tatum, Jenna Dewan et Drew Sidora apparaissent.

## Anecdotes
- La chanson a été utilisée par Shane Sparks dans la seconde saison de l'émission américaine So You Think You Can Dance.
- Give It up to Me s'est classé 37e du classement de fin d'année du Billboard, le Year End Hot 100.
- La chanson a été aussi utilisée durant l'élection de Miss Univers 2007.

## Classement des ventes
| Pays                                             | Meilleure position |
| ------------------------------------------------ | ------------------ |
| États-Unis Billboard Hot 100                     | 3                  |
| États-Unis Billboard Hot R&B/Hip Hop Songs Chart | 5                  |
| États-Unis Billboard Pop 100 Chart               | 9                  |
| États-Unis Hot Rap Tracks                        | 3                  |
| Israël 100FM Top 20                              | 1                  |
| France                                           | 25                 |
| Finlande                                         | 6                  |
| Pologne                                          | 10                 |
| Pérou                                            | 25                 |
| Roumanie                                         | 17                 |
| République Tchèque                               | 12                 |
| Canada Diffusions                                | 25                 |
| Royaume-Uni                                      | 31                 |
| Australie                                        | 17                 |
| Irlande                                          | 47                 |